# قمارباز میسیسیپی (فیلم ۱۹۵۳)
قمارباز میسیسیپی (به انگلیسی: Mississippi Gambler) یک فیلم سینمایی آمریکایی در ژانر ماجراجویی و وسترن با تکنولوژی تکنی‌کالر محصول سال ۱۹۵۳ میلادی به کارگردانی رودولف ماته این فیلم نامزد دریافت جایزه اسکار جایزه اسکار بهترین میکس صدا (لسلی کری) شد.  
این فیلم بازسازی قمارباز میسیسیپی (فیلم ۱۹۲۹) است.

## داستان
مارک فالون، قمارباز حرفه‌ای «کانزاس جان» پولی را متقاعد می‌کند تا رموز حرفه‌اش را به او بیاموزد. آن‌ها سوار یک کشتی رودخانه‌ای به مقصد نیواورلئان می‌شوند، و کانزاس جان به مارک هشدار می‌دهد که از اف. مانتاگو کالدول، قمارباز بی‌وجدان کشتی، دوری کند.
مارک با دو مسافر دیگر آشنا می‌شود: آنژلیک دورو، زنی زیبا، و برادرش لوران. لوران در بازی پوکر مقدار زیادی پول می‌بازد. او برای پرداخت بدهی قمارش، گردنبند الماس ارزشمندی را به مارک می‌دهد. وقتی مارک می‌فهمد این گردنبند متعلق به آنژلیک است، آن را به او بازمی‌گرداند، اما او با عصبانیت از پذیرفتن آن خودداری می‌کند. کالدول چند نفر را اجیر می‌کند تا به مارک حمله کرده و او را غارت کنند، اما دوستی به کانزاس جان هشدار می‌دهد و او همراه با مارک از کشتی پیاده شده و زنده به نیواورلئان می‌رسند.
در آنجا، مارک با پدر آنژلیک و لوران، یعنی ادموند دورو، آشنا می‌شود؛ مردی خوش‌پوش و شمشیرباز معروفی که تحت‌تأثیر مهارت شمشیربازی مارک قرار می‌گیرد. او با وجود هشدار مارک مبنی بر اینکه فرزندانش از دیدار با او خوشحال نخواهند شد، او را به خانه‌اش دعوت می‌کند. دورو آرزو دارد دخترش دیدگاه مثبتی نسبت به مارک پیدا کند، اما آنژلیک در عوض با بانکداری به نام جرج الوود ازدواج می‌کند.
مارک یک کازینوی موفق راه‌اندازی می‌کند. او و ادموند همچنین به آن کاننت، خواهر یک قمارباز بداقبال که پس از از دست‌دادن پول شرکتش خودکشی کرده، کمک می‌کنند. لوران به آن دل می‌بازد، اما آن عاشق مارک شده، بنابراین لوران مارک را به دوئل دعوت می‌کند. طبق رسم، مارک که طرف دعوت‌شده است، نوع سلاح را انتخاب می‌کند و به‌جای شمشیر، تپانچه را برمی‌گزیند. لوران به‌صورت ناجوانمردانه پیش از شمارش شلیک می‌کند و تیرش به هدف نمی‌خورد. مارک از تیراندازی متقابل خودداری می‌کند.
همسر آنژلیک با پول بانک متواری می‌شود. مارک که با وجود شایعات نگران‌کننده، به‌خاطر آنژلیک حاضر نشده بود سرمایه‌اش را از بانک بیرون بکشد، همه چیزش را از دست می‌دهد و دوباره به زندگی پیشینِ قماربازانه‌اش بازمی‌گردد. آنژلیک به احساسات واقعی‌اش پی می‌برد و از او می‌خواهد که همراهش باشد.

## بازیگران
- تایرون پاور در نقش مارک فالون
- پایپر لوری در نقش آنجلیک 'لیا'
- جولی آدامز در نقش آن کانت (معتبر به عنوان جولیا آدامز)
- جان مک‌اینتایر در نقش کانزاس جان پولی
- پل کوانا
- جان بائر
- ران راندل در نقش جورج الوود
- رالف دوکه در نقش اف. مونتاگ کالدول
- رابرت وارویک در نقش رئیس دولت پل مونه
- ویلیام رینولدز در نقش پیر لایت بازی می کند
- گای ویلیامز نقش آندره بریون
- کینگ داناوان
- ادوارد اِرل

ران راندل در نقشی کوتاه